# Adolf Wenter
Adolf Wenter (* 13. Dezember 1883 in Riga, Russisches Kaiserreich  ; † 1933) war ein deutschbaltischer Theaterschauspieler sowie Filmschauspieler und Regisseur beim deutschen Stummfilm.

## Filmografie
- 1916: Das geheimnisvolle Telefon
- 1917: Um eine Million
- 1919: Der rätselhafte Klub
- 1919: Der große Coup
- 1919: Der große Unbekannte
- 1919: Über den Wolken
- 1920: Das fliegende Auto
- 1920: John Long, der Dieb
- 1920: Der Verächter des Todes
- 1920: Die Geheimnisse des Zirkus Barré
- 1921: Percy Morgans Verbrechen
- 1921: Die Satansfratze
- 1921: Die Schlucht des Grauens
- 1921: Die Nacht der tausend Seelen
- 1922: Liebe, Tor und Teufel
- 1922: Im Schatten der Vergangenheit
- 1923: Das Wirtshaus im Spessart
- 1923: Der Regattafürst
- 1924: Professor Nardi
- 1925: Graf Greif
- 1925: Der Frauenmarder